# 뉴스 미디어

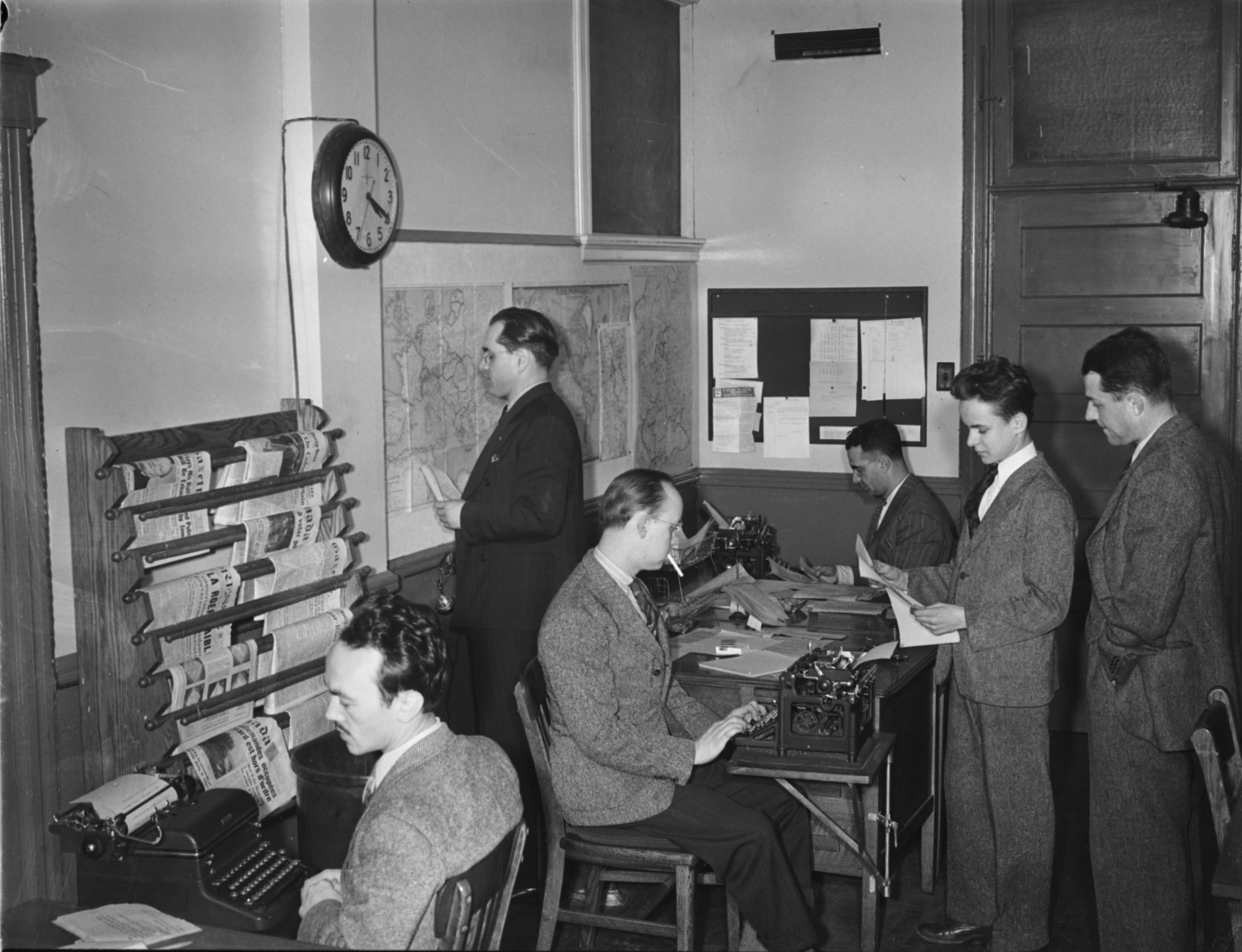

뉴스 미디어(영어: news media) 또는 언론기관(言論機關)은 대중에게 보도하는 기관의 총칭이다. 신문사 · 방송국 · 출판사 · 통신사 등이 이에 해당한다.

## 제사부
제사부(第四部, the forth estate)는 언론기관을 가리키는 말이다. 영국의 역사가 토머스 매콜리가 처음 사용한 것으로서 언론기관이 행정부, 입법부, 사법부 다음으로 정치나 행정에 영향을 미치는 기관이라는 뜻에서 제4부라고 불렀다.

## 같이 보기
- 저널리즘
- 뉴스 캐스터